# جيم واتسون (رجل أعمال)
جيم واتسون (بالإنجليزية: Jim Watson)‏ هو شخصية أعمال نيوزيلندي، ولد في 1943 في Te Teko ‏ في نيوزيلندا، وتوفي في 13 فبراير 2017 في أوكلاند في نيوزيلندا بسبب سرطان البروستاتا.